# Кибога (округ)
Кибога — округ в Центральной области Уганды. По состоянию на 2010 год в округе проживает 305 400 человек. Площадь территории составляет 4045,5 км². На северо-востоке граничит с округом Накасеке, с округом Митяна на юге, с округом Мубенде на юго-востоке, а на северо-западе с округом Кянкванзи. Основа экономики округа — сельское хозяйство, в котором занято 80% населения территории. 
Административный центр — Кибога.